# Хитони
Хитони, бабушке или морске колевке (лат. Polyplacophora) су билатерално симетрични мекушци чије је тело покривено на леђној страни љуштуром изграђеном од осам покретно спојених плочица које належу једна на другу као црепови на крову. Захваљујући покретно спојеним плочицама љуштуре могу да се савијају ка трбушној страни. Најчешће достижу дужину до 5 cm. Живе у мору причвршћени за стене у приобалној зони. Добро развијеном радулом са стења откидају алге којима се хране.
Тело је дорзовентрално (леђнотрбушно) спљоштено. На трбушној страни се налази равно, пљоснато и овално стопало. Ка трбушној страни је окренута и глава која је слабо диференцирана и без чула.

### Класификација
ред 
породица 
род 
породица 
породица 
родови:

породица 
породица 
род 
породица 
породица 
родови: